# پیوه فیسیراجا
پیوه فیسیراجا (به ایتالیایی: Pieve Fissiraga) یک کومونه در ایتالیا است که در استان لودی واقع شده‌است. پیوه فیسیراجا ۱۲٫۱ کیلومتر مربع مساحت و ۱٬۴۱۰ نفر جمعیت دارد.